# Sojuz MS-15
Sojuz MS-15 byla ruská kosmická loď řady Sojuz. Start proběhl 25. září 2019 ve 13:57 UTC. Nosná raketa Sojuz-FG odstartovala z kosmodromu Bajkonur k Mezinárodní vesmírné stanici (ISS), kam dopravila tři členy Expedice 61. Kosmická loď se připojila k dokovacímu portu modulu Zvezda. Jde o poslední let rakety Sojuz-FG, další pilotované lety budou prováděny s raketou Sojuz 2.1a.

## Posádka
Hlavní posádka:
- Oleg Skripočka (3), velitel, Roskosmos

- Jessica Meir (1), palubní inženýrka, NASA

Pouze start:
- Hazzá al-Mansúrí (1), účastník kosmického letu, MBRSC

Pouze přistání:
- Andrew Morgan (1), palubní inženýr, NASA

V závorkách je uveden dosavadní počet letů do vesmíru včetně této mise.
Záložní posádka:
- Sergej Ryžikov, velitel, Roskosmos
- Thomas Marshburn, palubní inženýr, NASA
- Sultán an-Nejádí, účastník kosmického letu, MBRSC